# Valverde, Santa Cruz de Tenerife
Valverde är huvudorten på den spanska kanarieön El Hierro, i provinsen Santa Cruz de Tenerife. Staden ligger i den nordöstra delen av ön, och har en flygplats, och en färjeförbindelse med Teneriffa. Staden har ungefär 5 000 invånare.